# الزياتين (آيت باعمران)
الزياتين هو دُوَّار يقع بجماعة أوناغة، إقليم الصويرة، جهة مراكش آسفي في المملكة المغربية. ينتمي الدوّار لمشيخة آيت باعمران التي تضم 8 دواوير. يقدر عدد سكانه بـ 675 نسمة حسب الإحصاء الرسمي للسكان والسكنى لسنة 2004.

## روابط خارجية
- البوابة الوطنية للجماعات الترابية
- المندوبية السامية للتخطيط